# Tintinnabuli
Tintinnabuli (з лат. «дзвоники») — техніка композиції створена естонським композитором Арво Пяртом у 1976 році.
Стиль Пярта в релігійних творах осмислюється як прагнення до об'єктивного висловлюванню як би від імені Творця із затіненням особистого «Я» автора.
Вкрай рідко зустрічаються дослідження, які змогли б у повній мірі осягнути всю багатогранність аспектів tintinabuli.
У найширшому розумінні tintinnabuli — це насамперед філософія творчості Пярта, нерозривно пов'язана з філософською та богословською традицією православ'я. Духовні основи творчості композитора формують всі рівні його музичної системи tintinnabuli, названої самим автором «втечею у добровільну убогість».
У широкому сенсі техніка tintinnabuli виступає як система композиції, спрямована на глобальну редукцію музичних засобів та їх найсуворішу організацію. tintinnabuli — унікальний алгоритмічний метод композиції. Проста і прозора в слуховому відчутті музика tintinnabuli володіє сильним ядром: в її основі — число (автономний числовий ряд або текст з усіма його параметрами як джерело числових рядів), що визначає об'єктивність будови музичної тканини до найдрібніших деталей.
У вужчому практичному значенні tintinnabuli — це звуковисотна техніка, пов'язана з комплексом строгих правил контрапункту. У такому розумінні терміном tintinnabuli позначається з'єднання за особливими правилами двох голосів — мелодійного (раціонально побудованого, найчастіше гамоподібного) і tintinnabuli-голосу (що складається з трьох тонів центрального тризвуку) як двох компонентів фактури. Це найменування голосів застосовує сам композитор (або в скороченні — М-голос і Т-голос).
Найвужче і первісне значення tintinnabuli — голос, побудований на трьох тонах центрального тризвуку твору.
За словами Арво Пярта, «ці дві лінії (М-голос і Т-голос) створюють враження однієї. Мова йде не про гармонію, але і не про поліфонію. Це свого роду „діада“, що є в той же час єдністю». Двоєдиність мелодійного і tintinnabuli-голосів, про який говорить композитор, — це основоположне поняття для tintinnabuli, з нього виростає вся композиційна система. У самому найпростішому двозвуччі М- і Т-голосів — своєрідному музичному «атомі» — зосереджено відкриття техніки tintinnabuli, унікальний авторський винахід.
Ось як визначає композитор співвідношення Т- і М-голосів: «дві сили, одночасно діючі один проти одного. Перша — тризвуковий голос — свого роду твердий фундамент, певний сила чи твердження. Інший голос, тісно з ним пов'язаний, утворює противагу. ˂ … ˃ Зіткнення двох полюсів напруги є ядром моєї техніки tintinnabuli».
Композитор так висловлюється про свій стиль: «Моя перша мелодія — це мій гріх, а друга — це прощення. Для мене музика — це лінія, яку б я малював, якби був художником. Я можу сказати: музика — це коли в людини ростуть крила, коли зникає гравітація. Коли ми трохи піднімаємося…»